# Mihaela Fileva
Mihaela Fileva (in bulgaro Михаела Филева?; Veliko Tărnovo, 15 maggio 1991) è una cantante bulgara.

## Biografia
Nata a Veliko Tărnovo, ha iniziato la sua attività musicale nel 2005, dopo aver partecipato a Hit minus edno. Salita alla ribalta in seguito alla sua partecipazione alla versione bulgara di X Factor, dove è risultata finalista, ha pubblicato l'album in studio di debutto Inkognito, per mezzo della Monte Music, nel 2015. Il disco è stato promosso dall'estratto Opasno blizki, vincitore di una statuetta ai Godišni muzikalni nagradi na BG Radio, che si è posizionato in top five nella graduatoria nazionale.
Dopo essere divenuta coach a Glasăt na Bălgarija nel 2018, l'anno successivo ha dato al via alla sua prima tournée come solista, a supporto del disco Nova stranica, mentre nel 2021 si è snodato un tour congiunto con Maksim Eškenazi, con il fine di promuovere il terzo album In i Jan.
Fileva ha inoltre vinto in svariate occasioni ai Godišni muzikalni nagradi na BG Radio, tra cui come miglior artista per tre anni consecutivi. Po navik, uscito nel 2023, è stato il suo primo singolo ad essersi imposto in vetta alla hit parade bulgara.

## Discografia

### Album in studio
- 2015 – Inkognito
- 2018 – Nova stranica
- 2021 – In i Jan
- 2023 – 96

### Album dal vivo
- 2020 – Live at NDK 2019

### Singoli
- 2012 – Kogato ti trjabvam (feat. Billy Hlapeto)
- 2013 – Opasno blizki (feat. VenZy)
- 2013 – A dano, ama nadali (con Grafa e VenZy)
- 2013 – Daj znak pak (con Absolutni Jivotni)
- 2013 – Prilivi i otlivi
- 2014 – Ima li način? (con Niki Bakalov)
- 2014 – Edno naum
- 2015 – Zabranen postăl (con Preyah e Divna)
- 2015 – Na răba na pudostta (con Grafa)
- 2016 – Film za dvama
- 2016 – Tancuvam samo za teb (feat. Iskrata)
- 2016 – I az săm tuk
- 2017 – Konec
- 2017 – Boycott (feat. VenZy)
- 2017 – Posledni dumi
- 2018 – Bez etiketi
- 2018 – Igraem za pobeda (con Iskrata)
- 2018 – Cjala nošt
- 2019 – Nova stranica
- 2019 – Latino señorita (feat. ToTo H)
- 2019 – Zavrăštane (con Orin Pavlov)
- 2019 – Izgubeni v raja
- 2020 – Na drugija kraj na sveta (feat. Ndoe)
- 2020 – Rodena s kăsmet
- 2020 – 100 na 100
- 2021 – In i Jan (feat. Jluch)
- 2021 – Adženda (con Grafa)
- 2022 – Obseben
- 2023 – Po navik
- 2023 – Ljubov bez imena